# Бен Че
Бенче (виј. Bến Tre) је град у Вијетнаму у покрајини Бенче. Према резултатима пописа 2009. у граду је живело 143.312 становника.